# 築地站
築地站（日语：／ Tsukiji eki */?）是位於日本東京都中央區築地三丁目，屬於東京地下鐵日比谷線的鐵路車站。車站編號是H 11。站名併稱是「本願寺前」。

## 历史
- 1963年（昭和38年）2月28日：開業。
- 1995年（平成7年）3月20日：發生東京地鐵沙林毒氣事件，此站是帝都高速度交通營團（營團地下鐵）車站當中出現最多受害者的車站。
- 2004年（平成16年）4月1日：營團地下鐵民營化，成為東京地下鐵車站。
- 2018年（平成30年）3月17日：開始與東京地下鐵有樂町線新富町站的轉乘業務[2]。

## 車站構造
設有2面2線相對式月台的地下車站。車站出入口分別與上行月台、下行月台直通，月台中央設有地下連絡通道。
1、2號出入口與剪票口外大廳之間設有階梯與電梯。廁所在1號線月台中目黑側剪票口外左側。1號出入口有反射鏡。

### 月台配置
| 月台 | 路線     | 目的地                   |
| ---- | -------- | ------------------------ |
| 1    | 日比谷線 | 銀座、六本木、中目黑方向 |
| 2    | 日比谷線 | 上野、北千住、南栗橋方向 |

（來源：東京地下鐵:構內圖 （页面存档备份，存于））

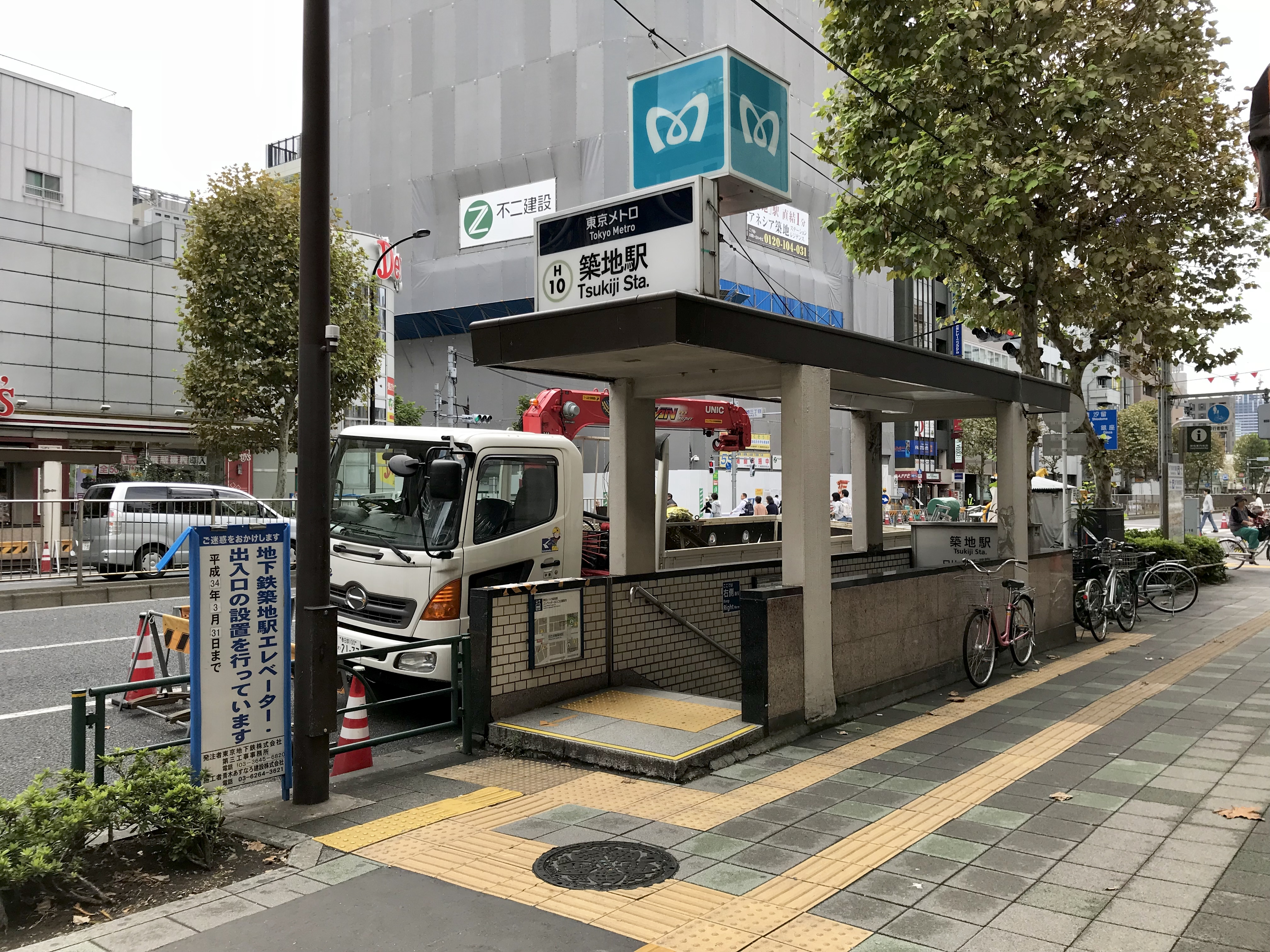
入船橋方向4號出入口（2018年10月14日）
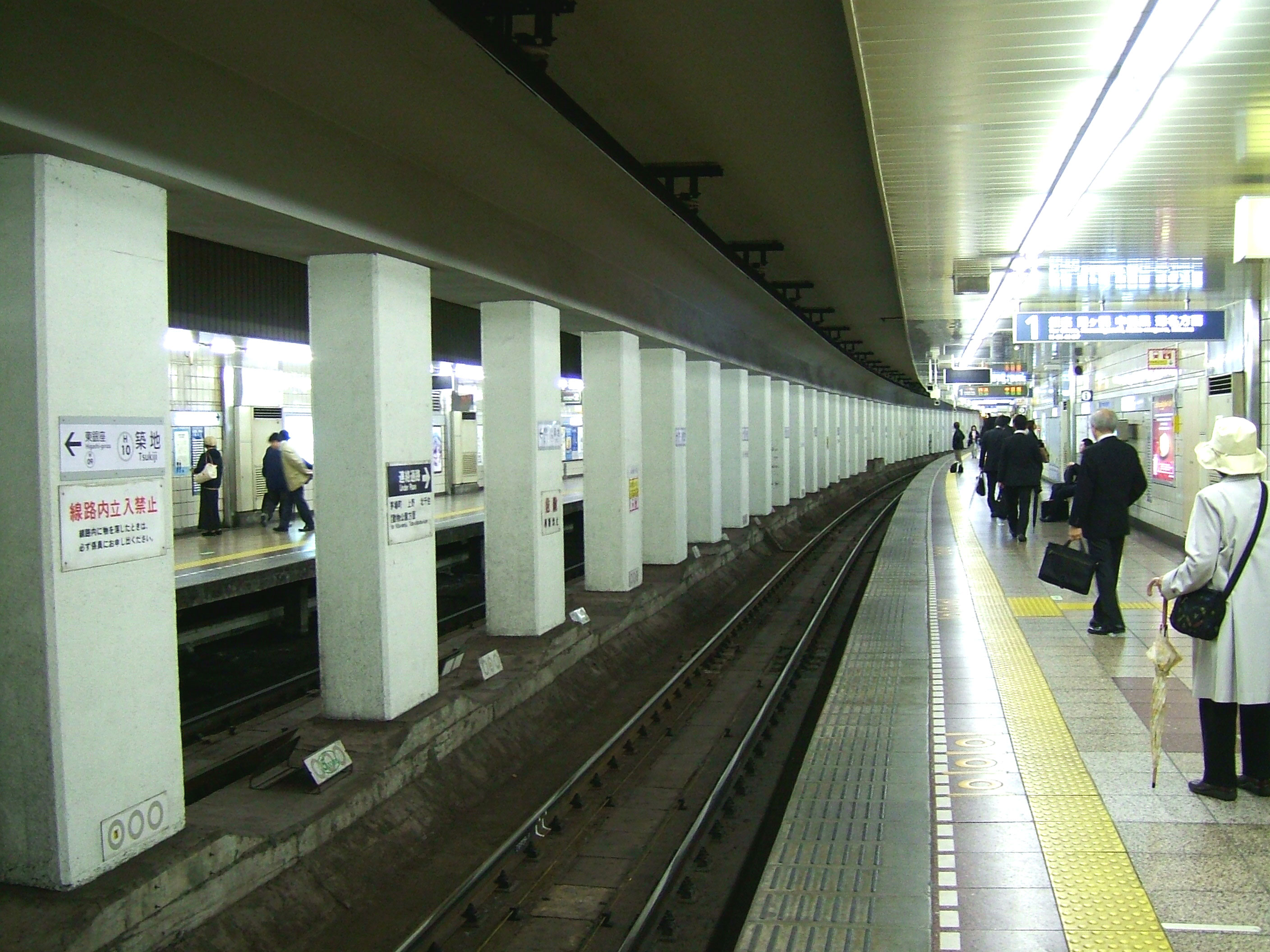
月台（2008年3月）

## 利用狀況
2017年度的1日平均上下車人次為77,498人。
近年1日平均上下車人次列於下表。
| 年度               | 1日平均 上下車人次 | 1日平均 乘客人數 | 來源     |
| ------------------ | ------------------ | ---------------- | -------- |
| 1992年（平成04年） |                    | 37,101           | [ * 1 ]  |
| 1993年（平成05年） |                    | 36,252           | [ * 2 ]  |
| 1994年（平成06年） |                    | 36,997           | [ * 3 ]  |
| 1995年（平成07年） |                    | 38,500           | [ * 4 ]  |
| 1996年（平成08年） |                    | 38,211           | [ * 5 ]  |
| 1997年（平成09年） |                    | 37,616           | [ * 6 ]  |
| 1998年（平成10年） |                    | 38,008           | [ * 7 ]  |
| 1999年（平成11年） |                    | 37,197           | [ * 8 ]  |
| 2000年（平成12年） |                    | 37,186           | [ * 9 ]  |
| 2001年（平成13年） |                    | 35,189           | [ * 10 ] |
| 2002年（平成14年） |                    | 33,767           | [ * 11 ] |
| 2003年（平成15年） | 66,347             | 32,598           | [ * 12 ] |
| 2004年（平成16年） | 67,668             | 33,414           | [ * 13 ] |
| 2005年（平成17年） | 67,939             | 33,384           | [ * 14 ] |
| 2006年（平成18年） | 68,968             | 33,858           | [ * 15 ] |
| 2007年（平成19年） | 71,299             | 35,235           | [ * 16 ] |
| 2008年（平成20年） | 71,475             | 35,299           | [ * 17 ] |
| 2009年（平成21年） | 69,800             | 34,282           | [ * 18 ] |
| 2010年（平成22年） | 68,875             | 33,742           | [ * 19 ] |
| 2011年（平成23年） | 67,153             | 32,847           | [ * 20 ] |
| 2012年（平成24年） | 68,659             | 33,616           | [ * 21 ] |
| 2013年（平成25年） | 70,581             | 34,512           | [ * 22 ] |
| 2014年（平成26年） | 70,662             | 34,668           | [ * 23 ] |
| 2015年（平成27年） | 74,029             | 36,391           | [ * 24 ] |
| 2016年（平成28年） | 75,866             | 37,268           | [ * 25 ] |
| 2017年（平成29年） | 77,498             |                  |          |

## 車站周邊
- 地下鐵新富町站（有樂町線）

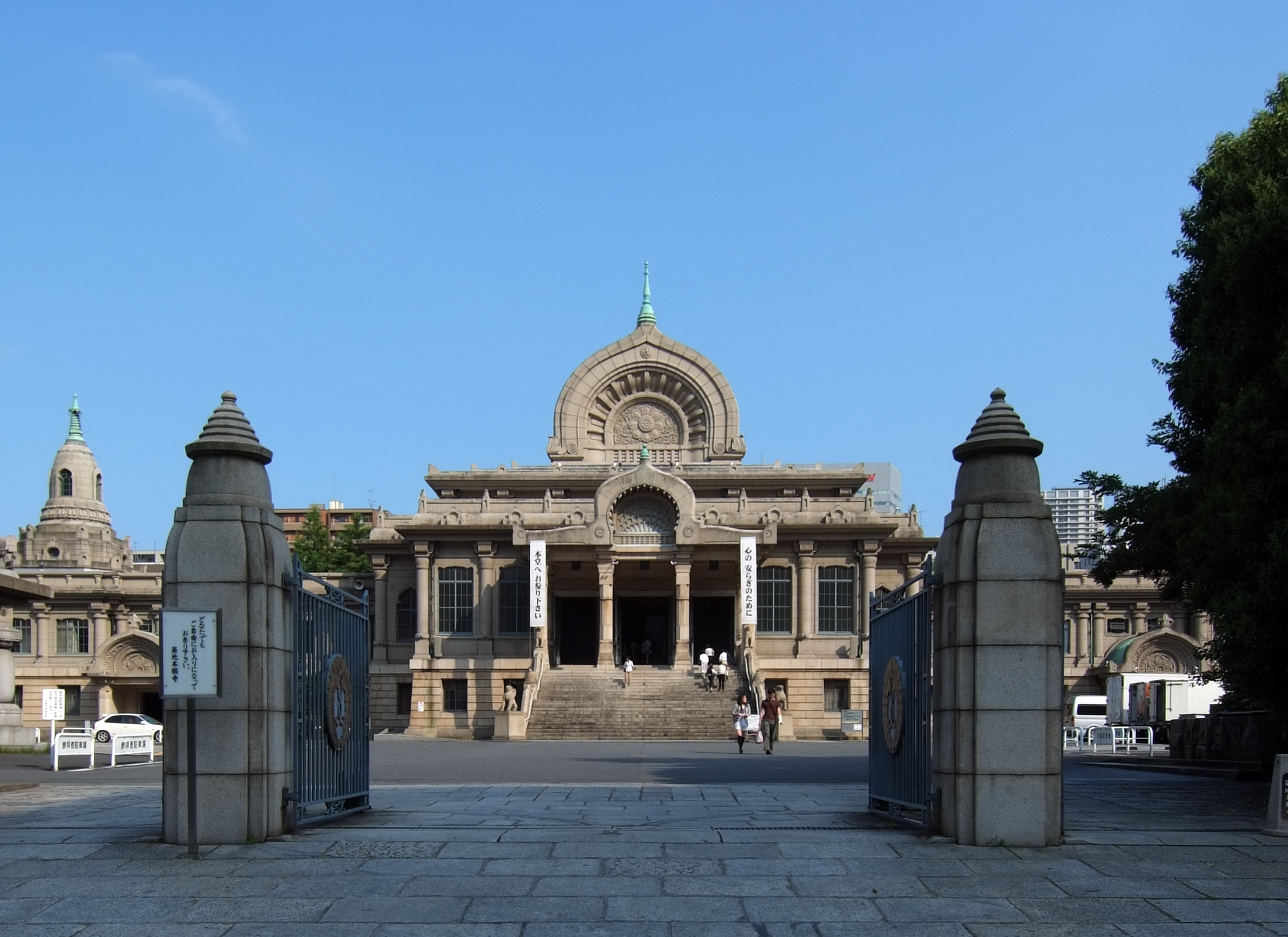
築地本願寺

  - 依據東京地下鐵的中期經營計畫，預計將築地站新富町站設為轉乘站[7]。
- 地下鐵築地市場站（都營大江戶線）
- 地下鐵東銀座站（日比谷線、都營淺草線）
- 朝日新聞東京本社
  - 朝日新聞出版
- 日刊體育新聞社（日语：日刊スポーツ新聞社）
- 中央區役所（日语：中央区役所 (東京都)）
  - 中央區立京橋圖書館
- 中央區保健所
- 中央區立鄉土天文館（Time Dome明石）
- 中央區明石町區民館
- 築地市場
  - 築地場外市場
- 築地本願寺
- 聖路加國際醫院
- 聖路加國際大學
- 聖路加花園
  - 聖路加花園內郵便局
- 天主教築地教會
- 中央築地六郵便局
- 隅田川
- 勝鬨橋
- 電通築地大樓
- 日冷本社
- 新大橋通（日语：東京都道・千葉県道50号東京市川線）
- 首都高速都心環狀線銀座入口（內、外回）

## 公車路線

### 路線巴士
築地站前
- 都營巴士
  - A2出口附近
    - <錦11> 往錦糸町站前、龜戶站前

築地三丁目
- 都營巴士
  - 晴海通東方向
    - <都04> 往豊海水産埠頭
    - <都03、都05> 往晴海埠頭
    - <都05丙> 往東京Big Sight
    - <業10> 往東京晴空塔站前
    - <都05出入、業10出入> 往深川車庫（日语：都営バス深川営業所）前

  - 晴海通西方向
    - <都03> 往四谷站
    - <都04、都05> 往東京站丸之內南口
    - <業10> 往新橋

### 水上巴士
明石町、聖路加花園前
- 東京水邊線（日语：東京水辺ライン）
  - 明石町14番地先
    - 往櫻橋（日语：桜橋 (東京都)）（經越中島、兩國
    - 往御台場海濱公園（經濱離宮）
    - 往葛西臨海公園（經濱離宮、御台場海濱公園、東京Big Sight）
    - 往兩國（經越中島）
    - 往兩國（經濱離宮、御台場海濱公園、東京Big Sight、葛西臨海公園、平井（日语：平井 (江戸川区)）、千住、櫻橋）
    - 往兩國（經濱離宮、御台場海濱公園、船之科學館、葛西臨海公園、平井、小豆澤、神谷、荒川遊園（日语：あらかわ遊園）、千住、櫻橋）

## 相鄰車站
東京地下鐵
 日比谷線
東銀座（H 10）－築地（H 11）－八丁堀（H 12）

### 來源
東京都統計年鑑
1. ↑  .   [2016-04-02]. （原始内容存档于2013-08-15）.
2. ↑  .   [2016-04-02]. （原始内容存档于2013-02-03）.
3. ↑  .   [2016-04-02]. （原始内容存档于2013-02-03）.
4. ↑  .   [2016-04-02]. （原始内容存档于2013-02-03）.
5. ↑  .   [2016-04-02]. （原始内容存档于2013-02-03）.
6. ↑  .   [2016-04-02]. （原始内容存档于2016-03-04）.
7. ↑  東京都統計年鑑（平成10年）PDF
8. ↑  東京都統計年鑑（平成11年）PDF
9. ↑  .   [2016-04-02]. （原始内容存档于2016-03-04）.
10. ↑  .   [2016-04-02]. （原始内容存档于2016-03-04）.
11. ↑  .   [2016-04-02]. （原始内容存档于2017-07-29）.
12. ↑  .   [2016-04-02]. （原始内容存档于2017-07-29）.
13. ↑  .   [2016-04-02]. （原始内容存档于2017-07-29）.
14. ↑  .   [2016-04-02]. （原始内容存档于2017-07-29）.
15. ↑  .   [2016-04-02]. （原始内容存档于2017-07-29）.
16. ↑  .   [2016-04-02]. （原始内容存档于2017-07-29）.
17. ↑  .   [2016-04-02]. （原始内容存档于2017-07-29）.
18. ↑  .   [2016-04-02]. （原始内容存档于2016-03-26）.
19. ↑  .   [2016-04-02]. （原始内容存档于2016-03-27）.
20. ↑  .   [2016-04-02]. （原始内容存档于2016-03-25）.
21. ↑  .   [2016-04-02]. （原始内容存档于2016-03-27）.
22. ↑  .   [2016-04-02]. （原始内容存档于2016-03-22）.
23. ↑  .   [2017-03-12]. （原始内容存档于2017-07-30）.
24. ↑  .   [2019-01-06]. （原始内容存档于2018-11-09）.
25. ↑  .   [2019-01-06]. （原始内容存档于2019-05-02）.

## 外部連結
- 築地/H11 | 路線・車站資訊 | 東京地下鐵